# Santiago (prowincja Dominikany)
Santiago – jedna z 32 prowincji Dominikany. Stolicą prowincji jest miasto Santiago de los Caballeros.

## Opis
Prowincja zajmuje powierzchnię 2 806 km² i liczy 963 422 mieszkańców 1 grudnia 2010.

## Gminy
| Lp.     | Gmina                                 | Liczba ludności (2010) | Powierzchnia (km²) |
| ------- | ------------------------------------- | ---------------------- | ------------------ |
| 1       | Bisonó                                | 42 092                 | 92,6               |
| 2       | Jánico                                | 16 993                 | 403                |
| 3       | Licey al Medio                        | 25 539                 | 27                 |
| 4       | Puñal                                 | 46 516                 | 60,8               |
| 5       | Sabana Iglesia                        | 13 348                 | 58,3               |
| 6       | San José de las Matas                 | 38 628                 | 1 519              |
| 7       | Santiago (Santiago de los Caballeros) | 691 262                | 474                |
| 8       | Tamboril                              | 51 695                 | 70,6               |
| 9       | Villa González                        | 37 349                 | 101                |
| Łącznie |                                       | 963 422                | 2 806              |